# Друскінінкайське самоврядування
Друскінінкайське самоврядування (лит. Druskininkų savivaldybė) — адміністративна одиниця в Алітуськом повіті Литви.

## Адміністративний поділ
Включає місто Друскінінкай і 2 староства:
- Лейпалінгське (лит. Leipalingio seniūnija),
- Вечюнське (лит. Viečiūnų seniūnija).